# Cediglia
La cediglia (in francese cédille) è un segno a forma di uncino (¸) che viene aggiunto a certe consonanti come segno diacritico per modificarne la pronuncia. Il segno ha avuto origine come metà inferiore di una "z" minuscola corsiva. La parola cediglia viene dallo spagnolo cedilla, il diminutivo antico del nome di questa lettera, ceda, in quanto originariamente è stata usata in questa lingua. Una pronuncia obsoleta di cedilla è cerilla.

## Uso della cediglia con la letteraC

Passaggio dalla z visigotica alla c con cediglia

Il carattere con la cediglia usato più frequentemente è "ç" ("c" con cediglia). È stato usato per la prima volta per il suono dell'affricata alveolare sorda /t͡s/ in antico spagnolo e si origina dalla forma visigotica (ʒ) della lettera "z".
Tra le lingue parlate nell'area italiana è utilizzata ufficialmente in lingua friulana sin da tempi antichi, e dove attualmente rappresenta la affricata postalveolare sorda. A seconda della zona si hanno diverse pronunce, che vanno dalla più arcaica palatale a quelle progressivamente più dentalizzate.
Era inoltre presente nel Veneto in passato e per questo qualche autore veneto la utilizza tuttora. 
Il suono che più spesso rappresenta, nelle varie lingue, è quello "dolce" /s/ (come avviene nel portoghese o nel genovese, dove viene usata prima di "e" o "i") mentre la "c" rappresenta normalmente il suono "duro" /k/ (prima di "a", "o", "u", in fine di parola); ciò avviene in basco, catalano, inglese, francese, occitano, portoghese, nonché in alcune pronunce locali del friulano.
Rappresenta l'affricata postalveolare sorda /t͡ʃ/ (c di "ciao") in albanese, azero, friulano (standard), curdo, tataro, turco e turkmeno.
In siciliano viene spesso utilizzata per rappresentare la fricativa palatale sorda.
Nell'alfabeto fonetico internazionale /ç/ rappresenta la fricativa palatale sorda.

## Uso della cediglia con la letteraS
Il grafema "ş" rappresenta la fricativa postalveolare sorda /ʃ/ (come in "scena" oppure "sciare") in alcune lingue:
- azero
- romeno (in modo improprio, quando non si dispone del carattere ș)
- tartaro di crimea
- curdo
- tartaro
- turco (nell'alfabeto turco è considerata una lettera a parte)
- turkmeno

Per esempio è usata nei nomi o parole turche come Eskişehir, Şımarık, Hakan Şükür, Hasan Şaş, Rüştü Reçber ecc.
Viene anche usata in alcune traslitterazioni dell'arabo, persiano, pashto e dell'ebraico tiberiense per rappresentare la "s" faringale; anche la lettera "ṣ" è utilizzata frequentemente per questo scopo. Vedi tsade.

## Prospettive sull'uso della cediglia con la letteraT
Nel 1868 Ambroise Firmin-Didot suggerì nel suo libro Observations sur l'orthographe, ou ortografie, française (Osservazioni sull'ortografia francese) che la fonetica francese poteva venir meglio regolarizzata aggiungendo una cediglia sotto la lettera "t" di alcune parole. Per esempio, è risaputo che nel suffisso -tion questa lettera normalmente non è pronunciata come (o in maniera simile a) /t/, e questo sia in francese che in inglese. Infatti, in alcune parole come nella francese diplomatie e nell'inglese action, bisogna pronunciarla /s/ e /ʃ/ rispettivamente. Firmin-Didot dedusse che a questo scopo un nuovo carattere potesse venir aggiunto all'ortografia francese. Una lettera simile esiste in 
romeno (vedi sotto).

## Uso della cediglia in lettone
In lettone, la cediglia (mīkstinājuma zīme) è usata nelle lettere "ģ", "ķ", "ļ", "ņ", e storicamente anche nella "ŗ", per indicare palatalizzazione. Nel caso della lettera minuscola "g" che ha un tratto discendente la cediglia viene ruotata di 180° e posta al di sopra della lettera. La maiuscola corrispondente "Ģ" ha una cediglia normale. Dal punto di vista tipografico questi segni diacritici sono virgole.

## Segni diacritici spesso confusi con la cediglia
Il segno romeno "ș" che rappresenta /ʃ/ (come in "scena"), anche se rassomiglia al turco "s"-cediglia in realtà è costruito da una "s" più una virgola. In pratica anche se i glifi ufficialmente corretti devono essere scritti con la virgola, spesso "ş" e "ţ" (che rappresenta /ts/) vengono usati al loro posto per scrivere in romeno, in quanto supportati più estesamente dai set di caratteri (infatti "ș" e "ț" potrebbero non essere visualizzati dal vostro browser). Esempi: Timișoara, Galați.
Le lettere polacche "ą" e "ę" e quelle lituane "ą", "ę", "į", "ų" sono costruite con il segno diacritico della codetta, e non con la cediglia. Questi due segni non hanno una relazione diretta: superficialmente una codetta rassomiglia a una cediglia girata (è aperta verso destra invece che verso sinistra), ma il disegno preciso è un po' differente.
In polacco la codetta indica una nasalizzazione : "ą" ed "ę" si pronunciano /õ/ ed /ẽ/; tra l'altro, il polacco è l'unica lingua slava ad aver mantenuto le vocali nasali.
La codetta distingue anche la lettera "ǫ", usata esclusivamente in norreno e denominata o caudata in latino.